# 張廷煌
张廷煌，字坚卿，福建晋江人，清朝政治人物。
康熙三十九年（1718年）戊戌科进士，授丹徒縣知縣，治理漕運水災有功。后因病辭職歸鄉。